# Чемпіонат НДР з хокею 1951
Чемпіонат НДР з хокею 1951 — чемпіонат НДР, чемпіоном став клуб БСГ Остглас Вайсвассер. Проходив чемпіонат з 30 листопада по 17 грудня 1950 року.

## 1 раунд
- 30 листопада 1950 БСГ Остглас Вайсвассер — БСГ Кріммічау 8:3 (2:1, 5:0, 1:2)
- 30 листопада 1950 БСГ Емпор Берлін — СГ Франкенгаузен 4:8 (0:3, 2:2, 2:3)
- 1 грудня 1950 БСГ Кріммічау — БСГ Емпор Берлін 6:4 (2:3, 2:1, 2:0)
- 1 грудня 1950 СГ Франкенгаузен — БСГ Остглас Вайсвассер 2:4 (1:2, 1:1, 0:1)

## 2 раунд
- 9 грудня 1950 СГ Франкенгаузен — БСГ Кріммічау ?:?
- 9 грудня 1950 БСГ Остглас Вайсвассер — БСГ Емпор Берлін 6:2
- 10 грудня 1950 БСГ Остглас Вайсвассер — БСГ Кріммічау 6:2 (1:0, 2:1, 3:1)
- 10 грудня 1950 БСГ Емпор Берлін — СГ Франкенгаузен 3:3 (3:1, 0:1, 0:1)

## 3 раунд
- 16 грудня 1950 БСГ Кріммічау — БСГ Емпор Берлін 10:3
- 16 грудня 1950 БСГ Остглас Вайсвассер — СГ Франкенгаузен 4:3 (3:2, 1:1, 0:0)
- 17 грудня 1950 СГ Франкенгаузен — БСГ Кріммічау 11:3
- 17 грудня 1950 БСГ Емпор Берлін — БСГ Остглас Вайсвассер 3:5

## Підсумкова таблиця
| М  | Команда                | І | Пер | Н | Пор | Ш     | О  |
| -- | ---------------------- | - | --- | - | --- | ----- | -- |
| 1. | БСГ Остглас Вайсвассер | 6 | 6   | 0 | 0   | 33:15 | 12 |
| 2. | СГ Франкенгаузен       | 6 | 3   | 1 | 2   | 40:22 | 7  |
| 3. | БСГ Кріммічау          | 6 | 2   | 0 | 4   | 28:43 | 4  |
| 4. | БСГ Емпор Берлін       | 6 | 0   | 1 | 5   | 19:38 | 1  |

Скорочення: М = підсумкове місце, І = ігри, Пер = перемоги, Н = нічиї, Пор = поразки, Ш = закинуті та пропущені шайби, О = набрані очки